# Agon Mehmeti
Agon Xhevat Mehmeti (Podujevo, 20 novembre 1989) è un ex calciatore e allenatore di calcio svedese naturalizzato albanese, di ruolo attaccante.

## Biografia
Scappato con la famiglia dal Kosovo all'età di due anni a causa della guerra, si è trasferito in Svezia.

## Caratteristiche tecniche
Era un attaccante rapido nei movimenti adattabile anche al ruolo di trequartista.

## Carriera

### Giocatore

#### Club

##### Giovanili e Malmö FF
Dopo aver iniziato a giocare nel settore giovanile dell'IFK Malmö, nel 2002 è passato ai rivali cittadini del Malmö FF, con cui ha esordito in prima squadra il 31 marzo 2008 nella partita pareggiata per 1-1 contro l'IFK Göteborg nel quale è entrato in campo al 79' al posto di Niklas Skoog. In tutte le partite giocate nella sua prima stagione in prima squadra, eccezion fatta per la 27ª giornata in cui ha giocato tutti i novanta minuti, è entrato in campo sempre a partita in corso collezionando in tutto 21 presenze nel suo primo campionato e ricevendo il soprannome di Super sub (in italiano Super sostituto) per la sua capacità di risultare spesso decisivo nelle occasioni in cui ha fatto il suo ingresso in campo. Le reti segnate sono 3: le prime due, decisive per la vittoria della sua squadra per 3-2, le ha realizzate nella 16ª giornata contro il Kalmar negli otto minuti che l'allenatore gli ha concesso prima della fine dell'incontro, mentre l'ultimo gol lo ha marcato nella 30ª ed ultima giornata contro il GIF Sundsvall.
Anche nella stagione 2009 non riesce a trovare molto spazio fra i titolari, in quanto nelle 22 presenze di campionato solo sette volte è stato schierato fin dall'inizio e in sole due partite di queste ha giocato tutti i novanta minuti. Le reti realizzate sono il doppio rispetto all'annata precedente, con 6 centri all'attivo fra cui due doppiette. Conclude le statistiche stagionali un'apparizione in Coppa di Svezia.
Inizia ad essere titolare a partire dalla stagione 2010, segnando 11 gol in 24 partite di campionato concluso con la vittoria finale.
Nella stagione 2011 gioca la finale di Supercoppa persa per 2-1 contro l'Helsingborg, mentre le presenze in campionato sono 21 con 4 reti all'attivo. Il 13 luglio esordisce anche nelle coppe europee giocando la partita contro i faroesi dell'HB Tórshavn vinta per 2-0 valida per il secondo turno preliminare di Champions League. Gioca anche la gara di ritorno, la doppia sfida del terzo turno preliminare e la doppia sfida persa contro la Dinamo Zagabria ai play-off. Gioca infine 5 incontri dell'Europa League.
Il 30 novembre 2011 scade il suo contratto col Malmö FF.

##### Palermo ed i prestiti a Novara ed Olhanense
Il 3 gennaio 2012, all'apertura della sessione invernale del calciomercato, è stato ingaggiato da svincolato dalla società italiana del Palermo, con cui firma un contratto fino al 30 giugno 2016. L'annuncio ufficioso dell'ingaggio era stato comunicato parecchio tempo prima e il 5 dicembre precedente aveva svolto le visite mediche.
Debutta sia in Serie A che con la maglia rosanero alla prima partita utile, ovvero nella 17ª contro il Napoli (vittorioso per 1-3), entrando in campo al 67' al posto di Igor Budan. Per un intero girone non trova spazio in campo, tornando a disputare una partita propria nella gara di ritorno coi partenopei. Nell'ultima partita di campionato disputata il 13 maggio 2012 contro il Genoa (vittorioso per 2-0) gioca per la prima volta da titolare, rimediando una distorsione alla caviglia sinistra dopo uno scontro con il portiere avversario Sébastien Frey. Chiude quindi la stagione con 3 presenze.
Il 30 agosto 2012 si trasferisce al Novara, in Serie B, in prestito con diritto di riscatto sulla compartecipazione nell'ambito di uno scambio con Luigi Giorgi. Debutta con la nuova maglia il 1º settembre seguente in occasione della partita contro l'Empoli, fornendo l'assist a Pablo Andrés González che consente al Novara di pareggiare la partita 2-2. Nella terza giornata, alla prima da titolare, realizza una tripletta nella gara esterna vinta per 4-1 contro il Cesena.
Tornato al Palermo, non viene convocato per il ritiro estivo in vista della stagione 2013-2014 e il 7 agosto si trasferisce in prestito alla squadra portoghese dell'Olhanense.

##### Ritorno al Malmö FF
Rientrato al Palermo per fine prestito e non convocato per il ritiro estivo, il 15 luglio 2014 rescinde il contratto con la società rosanero e viene ingaggiato dal Malmö FF, ritornando nella squadra svedese in cui aveva esordito e firmando un contratto di 3 anni e mezzo.

##### Stabæk, Gençlerbirliği ed Oxford Utd
Il 14 marzo 2016, firma un contratto triennale con i norvegesi dello Stabæk, militanti in Eliteserien. Il 9 gennaio 2017 si è trasferito al Gençlerbirliği, a cui si è legato per un anno e mezzo. Il 7 settembre 2017 si è accordato con l'Oxford Utd.

##### Örebro
Nel marzo 2019 torna a giocare in Svezia con il passaggio all'Örebro. Dopo tre campionati, lascia la squadra bianconera per fine contratto al termine dell'Allsvenskan 2021, che vede la squadra retrocedere in Superettan.

#### Nazionale
Esordisce in Nazionale svedese Under-21 nell'amichevole disputata il 18 agosto 2009 vinta per 4-2 in casa della Danimarca, giocando titolare e lasciando il posto a Sebastian Rajalakso al 62'.
Il 4 settembre seguente debutta nelle qualificazioni agli Europei Under-21 del 2011, segnando il gol che fissa il risultato sul 2-0 nella partita vinta in trasferta contro il Montenegro. Chiude l'esperienza con la massima selezione giovanile con 8 presenze e 2 reti.
Dopo aver scelto di proseguire la sua carriera internazionale difendendo i colori del suo paese d'origine, l'Albania, viene convocato dal commissario tecnico della Nazionale albanese Gianni De Biasi per le partite di qualificazione ai Mondiali 2014 del 6 e 10 settembre 2013 contro Slovenia ed Islanda. Esordisce pertanto in Nazionale nella prima delle due gare, persa per 1-0, entrando al 71' al posto di Edgar Çani.

### Allenatore
Nel novembre 2022 Mehmeti riceve dal Djurgården l'incarico di responsabile dello sviluppo individuale dei giocatori delle formazioni Under-13 e Under-15 del club. Un anno più tardi ha cambiato ruolo diventando una sorta di anello di congiunzione tra Under-19 e prima squadra, lavorando a contatto con quei giovani giocatori in procinto di passare dalle giovanili alla prima squadra. Il 22 ottobre 2024, con l'ingaggio ad interim di Roberth Björknesjö come allenatore temporaneo della prima squadra fino al termine della stagione, Mehmeti viene promosso ad assistente, incarico che ha mantenuto anche dopo la partenza di Björknesjö.

## Statistiche

### Presenze e reti nei club
Statistiche aggiornate al 28 ottobre 2019.
| Stagione        | Squadra         | Campionato      | Campionato | Campionato | Coppe nazionali | Coppe nazionali | Coppe nazionali | Coppe continentali | Coppe continentali | Coppe continentali | Altre coppe | Altre coppe | Altre coppe | Totale | Totale |
| Stagione        | Squadra         | Comp            | Pres       | Reti       | Comp            | Pres            | Reti            | Comp               | Pres               | Reti               | Comp        | Pres        | Reti        | Pres   | Reti   |
| --------------- | --------------- | --------------- | ---------- | ---------- | --------------- | --------------- | --------------- | ------------------ | ------------------ | ------------------ | ----------- | ----------- | ----------- | ------ | ------ |
| 2008            | Malmö FF        | A               | 21         | 3          | CS              | 0               | 0               | -                  | -                  | -                  | -           | -           | -           | 21     | 3      |
| 2009            | Malmö FF        | A               | 22         | 6          | CS              | 1               | 0               | -                  | -                  | -                  | -           | -           | -           | 23     | 6      |
| 2010            | Malmö FF        | A               | 24         | 11         | CS              | 1               | 0               | -                  | -                  | -                  | -           | -           | -           | 25     | 11     |
| 2011            | Malmö FF        | A               | 21         | 4          | CS              | 1               | 0               | UCL+UEL            | 6+5                | 1+0                | SS          | 1           | 0           | 34     | 5      |
| gen.-giu. 2012  | Palermo         | A               | 3          | 0          | CI              | -               | -               | UEL                | -                  | -                  | -           | -           | -           | 3      | 0      |
| 2012-2013       | Novara          | B               | 22+1       | 6+0        | CI              | 0               | 0               | -                  | -                  | -                  | -           | -           | -           | 23     | 6      |
| 2013-2014       | Olhanense       | PL              | 20         | 2          | CP+CdL          | 1+0             | 0               | -                  | -                  | -                  | -           | -           | -           | 21     | 2      |
| 2014            | Malmö FF        | A               | 10         | 2          | CS              | 0               | 0               | UCL                | 4                  | 0                  | -           | -           | -           | 14     | 2      |
| 2015            | Malmö FF        | A               | 15         | 2          | CS              | 3               | 1               | UCL                | 4                  | 0                  | SS          | 1           | 0           | 23     | 3      |
| 2016            | Malmö FF        | A               | 0          | 0          | CS              | 1               | 0               | UEL                | -                  | -                  | -           | -           | -           | 1      | 0      |
| Totale Malmö FF | Totale Malmö FF | Totale Malmö FF | 113        | 28         |                 | 7               | 1               |                    | 19                 | 1                  |             | 2           | 0           | 141    | 30     |
| mar.-dic. 2016  | Stabæk          | ES              | 24         | 4          | CN              | 3               | 3               | UEL                | 2                  | 0                  | -           | -           | -           | 29     | 7      |
| gen.-giu. 2017  | Gençlerbirliği  | SL              | 1          | 0          | CT              | 2               | 1               | -                  | -                  | -                  | -           | -           | -           | 3      | 1      |
| set. 2017-2018  | Oxford Utd      | FL1             | 13         | 1          | FACup+CdL       | 0+0             | 0               | -                  | -                  | -                  | FAT         | 3           | 0           | 16     | 1      |
| 2019            | Örebro          | A               | 15         | 2          | CS              | 0               | 0               | -                  | -                  | -                  | -           | -           | -           | 15     | 2      |
| Totale carriera | Totale carriera | Totale carriera | 211+1      | 43+0       |                 | 13              | 5               |                    | 21                 | 1                  |             | 5           | 0           | 251    | 49     |

### Cronologia presenze e reti in Nazionale
| Cronologia completa delle presenze e delle reti in nazionale ― Albania | Cronologia completa delle presenze e delle reti in nazionale ― Albania | Cronologia completa delle presenze e delle reti in nazionale ― Albania | Cronologia completa delle presenze e delle reti in nazionale ― Albania | Cronologia completa delle presenze e delle reti in nazionale ― Albania | Cronologia completa delle presenze e delle reti in nazionale ― Albania | Cronologia completa delle presenze e delle reti in nazionale ― Albania | Cronologia completa delle presenze e delle reti in nazionale ― Albania |
| Data                                                                   | Città                                                                  | In casa                                                                | Risultato                                                              | Ospiti                                                                 | Competizione                                                           | Reti                                                                   | Note                                                                   |
| ---------------------------------------------------------------------- | ---------------------------------------------------------------------- | ---------------------------------------------------------------------- | ---------------------------------------------------------------------- | ---------------------------------------------------------------------- | ---------------------------------------------------------------------- | ---------------------------------------------------------------------- | ---------------------------------------------------------------------- |
| 6-9-2013                                                               | Lubiana                                                                | Slovenia                                                               | 1 – 0                                                                  | Albania                                                                | Qual. Mondiali 2014                                                    | -                                                                      | 70’                                                                    |
| 11-10-2013                                                             | Tirana                                                                 | Albania                                                                | 1 – 2                                                                  | Svizzera                                                               | Qual. Mondiali 2014                                                    | -                                                                      | 85’                                                                    |
| 15-10-2013                                                             | Strovolos                                                              | Cipro                                                                  | 0 – 0                                                                  | Albania                                                                | Qual. Mondiali 2014                                                    | -                                                                      | 72’                                                                    |
| Totale                                                                 |                                                                        | Presenze                                                               | 3                                                                      |                                                                        | Reti                                                                   | 0                                                                      |                                                                        |

## Palmarès

### Club

#### Competizioni nazionali
- Campionato svedese: 2

Malmö FF: 2010, 2014
- Supercoppa di Svezia: 1

Malmö FF: 2014